# Маріанна Вільямсон
Маріанна Вільямсон (англ. Marianne Deborah Williamson; нар. 8 липня 1952, Х'юстон, Техас) — американська духовна вчителька, авторка бестселлерів, викладачка, активістка, підприємиця, політик-демократ. Засновниця проєкту «Продовольчий ангел», волонтерської програми доставки їжі, яка обслуговує людей зі СНІДос та іншими небезпечними для життя хворобами. Співзасновниця організації «Мирний альянс», неприбуткової громадської організації, яка підтримує проєкти у сфері миру.
29 січня 2019 року вона оголосила про свою кампанію з висунення кандидатури на демократичні праймеріз до президентських виборів у Сполучених Штатах 2020 року. 23 лютого 2020 року підтримала Берні Сандерса.
4 березня 2023 року оголосила про свою кандидатуру на президентських виборах 2024 року.

## Життєпис
Народилася 1952 року в Х'юстоні, штат Техас. Мати була традиційною домогосподаркою, а батько — імміграційним адвокатом. Сім'я часто мандрувала світом. Навчалася в державній школі в Х'юстоні. Два роки провела в коледжі Помона в Клермонті, штат Каліфорнія. У 1980-х почала читати лекції в Нью-Йорку та інших містах. У відповідь на кризу ВІЛ/СНІДу у 1980-х роках Вільямсон заснувала центри в Лос-Анджелесі та Манхеттенські, які служили притулком і немедичною підтримкою людей з ВІЛ/СНІДом. У 1992 році опублікувала свою першу книгу «A RETURN TO LOVE: Reflections on the Principles of A Course in Miracles». Була запрошена на Шоу Опри Вінфрі й у програмі Опра віддала тисячу примірників книги. З того часу вона стала п'ятою найбільшою книгою з продажу в Америці цього року. З тих пір було опубліковано ще 12 книг, 4 з яких увійшли в Список бестселерів «Нью-Йорк таймс». Має доньку — Індію.
29 січня 2019 року вона оголосила про свою кампанію з висунення кандидатури на демократичні первинні вибори до президентських виборів у Сполучених Штатах 2020 року:
|  | Щоб мати моральне і духовне пробудження в Америці, нам потрібен лідер, який є моральним і духовним пробудником. Я вважаю, що я ця людина. |

23 лютого 2020 року підтримала Берні Сандерса
4 березня 2023 року оголосила про свою кандидатуру на президентських виборах 2024 року.

## Книги
- A Return to Love, 1992 (First Edition)
- Illuminata, 1993
- A woman's worth, 1994
- Healing the Soul of America, 1997
- Enchanted love, 2001
- Everyday Grace, 2002
- The gift of change, 2006
- A year of miracles, 2007
- The age of miracles, 2009
- A course in weight loss, 2010
- The shadow effect, 2011
- The law of divine compensation, 2012
- Tears to Triumph, 2016